# Schloss Freibühel

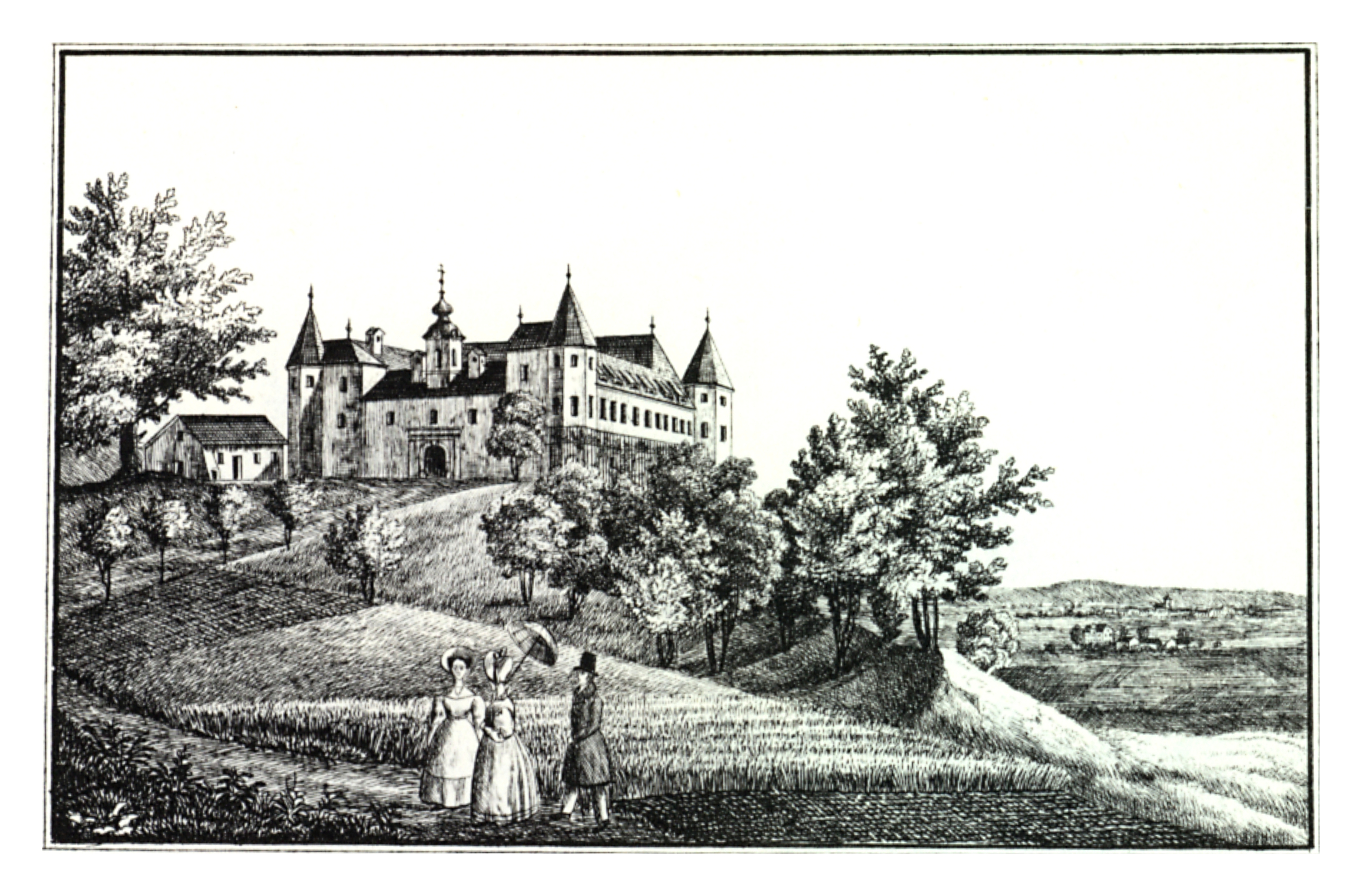
Schloss Freybüchel nach Joseph Franz Kaiser (1825)

Schloss Freibühel steht südlich des Buchkogels im Osten der Ortschaft Kehlsdorf in der Gemeinde Hengsberg im Bezirk Leibnitz der Steiermark.

## Geschichte
Anfangs bestand an der Stelle im 11. Jahrhundert der Zehenthof Weiching, der den Salzburger Erzbischöfen gehörte. Unter Gregor Amman von Ammansegg wurde um 1585 mit dem Bau eines Edelsitzes begonnen. Um die Mitte des 17. Jahrhunderts wurde von den Freiherren von Puchhamb der Edelsitz zu einem Schloss umgestaltet. Ab 1808 gehörte die Herrschaft den Grafen Des Enffans d’Avernas. Nach dem Tod von Heinrich und Hilde Des Enffans d’Avernas ging der Besitz in den 1980er Jahren an Diane Mitschell.

## Architektur
Die vierflügelige Anlage mit vier Ecktürmen hat einen rechteckigen zweigeschoßigen Innenhof mit Säulenarkaden. Über dem Hauptportal befindet sich Uhrturm mit Zwiebelhaube. Die Schlosskapelle im Neorenaissance-Stil wurde um 1880 umgestaltet.